# 宇治川嘉左衛門
宇治川 嘉左衛門（うじがわ かざえもん、1844年4月14日（天保15年2月27日） - 1902年（明治35年）5月15日）は、江戸時代から明治期の日本の政治家、農民。京都府与謝郡日ケ谷村の初代村長を務めた。
父親は宮津藩家臣の宇治川武兵衛。
長男に宇治川真一郎がいる。

## 生涯

### 生い立ち
宮津藩が治める丹後国与謝郡日ケ谷村（現・宮津市）厚垣の豪農の家に長男として生まれる。父は宇治川武兵衛、母はうえであった。父の武兵衛は宮津藩主の松平宗秀に重用され、苗字を許されていた。

### 宮津藩家臣時代
嘉左衛門は宗秀の嫡男の松平宗武に仕えた。1866年（慶応2年）に宗武が家督を相続したが、長州藩や薩摩藩などによる倒幕運動により、2年後に明治維新を迎えた。
1869年7月27日（明治2年6月19日）、松平宗武は版籍奉還により宮津藩知事に任じられる。1871年8月30日（明治4年7月15日）の廃藩置県で宗武は知藩事職を免職された。その後宗武は北海道に渡り開拓使での任務に就くが、嘉左衛門は宗武に同行せず丹後に残った。
この時期に嘉左衛門は結婚した。1874年（明治7年）12月7日には長男の真一郎が生まれている。

### 村長就任後
1889年（明治22年）町村制による日ケ谷村が発足し、嘉左衛門は学問に長けていたことから6月6日に村長に抜擢される。1891年（明治24年）1月23日、村長を辞任。
1902年（明治35年）5月15日に死去。享年59（満58歳没）。家督は長男の真一郎が継いだ。
墓は京都府与謝郡四辻の高山墓地にある。